# Đài Phát thanh - Truyền hình quốc gia Hy Lạp
Đài phát thanh truyền hình quốc gia Hy Lạp (tiếng Hy Lạp: Ελληνική Ραδιοφωνία Τηλεόραση, Ellinikí Radiofonía Tileórasi hoặc ERT, nghĩa là "Đài phát thanh truyền hình Hy Lạp") là công ty truyền phát thanh truyền hình công cộng nhà nước Hy Lạp. Tổ chức này là một thành viên của EBU. Khoảng 88% kinh phí ERT đến từ phí bản quyền truyền hình.
Ngày 19 tháng 8 năm 2011 công ty đã thông báo rằng nó sẽ trở thành một công ty đại chúng nhưng không còn nhà nước.
Ngày 11 tháng 6 năm 2013, người ta được báo cáo rằng ERT sẽ chấm dứt hoạt động theo mô hình hiện tại, dưới sự hướng dẫn của chính phủ Hy Lạp, mà vẫn tiếp tục phải chịu áp lực về tài chính. 2.656 nhân viên ERT sẽ mất việc làm. Người ta dự đoán rằng chính phủ Hy Lạp sẽ thiết lập lại tổ chức trên một quy mô nhỏ hơn nhiều. Người ta đã công bố xác nhận cách thức đóng cửa đài này sẽ ảnh hưởng đến các dịch vụ truyền hình và đài phát thanh đài truyền hình công cộng như thế nào. Nhân viên của đài truyền hình nhà nước đã phản đối việc đóng cửa. Một phát ngôn viên Chính phủ Hy Lạp, Simos Kedikoglou, nói rằng tổ chức này sẽ chấm dứt hoạt động vào sáng sớm ngày 12 tháng 6 sau khi kết thúc chương trình của ngày.
Mặc dù thông báo, nhân viên ERT trở lại làm việc. Sau khi phát ERT và trang web của nó đã bị đóng cửa, chương trình phát sóng tiếp tục thông qua vệ tinh wildfeed với thiết bị phát thanh truyền hình Liên minh châu Âu. EBU cũng bắt đầu cung cấp Internet trực tuyến phát sóng ERT. 
Ngày 10 tháng 7 năm 2014, chính phủ Hy Lạp công bố thay thế bằng Tổ chức internet, phát thanh, tuyền hình mới (Νέα Ελληνική Ραδιοφωνία, Ίντερνετ και Τηλεόραση), rút ngắn NERIT (ΝΕΡΙΤ). Các tổ chức phương tiện truyền thông mới dự kiến sẽ khởi động dịch vụ của nó từ tháng 8 năm 2014.
Người phát ngôn Chính phủ Hy Lạp Simos Kedikoglou nói rằng, ERT là trường hợp điển hình về sự thiếu minh bạch, chi tiêu hoang phí và tình trạng này phải chấm dứt. Đài sẽ hoạt động trở lại theo một cơ chế mới và sử dụng ít nhân lực hơn. 
Từ ngày 11 tháng 6 năm 2015, ERT lên sóng trở lại, thế chỗ cho NERIT.